# Pilocrocis polialis
Pilocrocis polialis là một loài bướm đêm trong họ Crambidae.